# Corps Hansea Bonn
Das Corps Hansea Bonn ist eine pflichtschlagende, farbentragende Studentenverbindung im Kösener Senioren-Convents-Verband (KSCV). Das Corps vereint Studenten und Alumni der Rheinischen Friedrich-Wilhelms-Universität Bonn. Seine Mitglieder werden Bonner Hanseaten oder meist Bonner Hansen genannt.

## Couleur und Wahlspruch
Hansea hat als Couleur die aus den Hanseflaggen weiß über rot abgeleiteten und ergänzten Farben weiß-rot-weiß mit silberner Perkussion. Dazu wird ein roter Stürmer getragen. Das Fuchsband ist weiß-rot mit silberner Perkussion.
Der Wahlspruch lautet Recte facienti nihil timendum. Der Wappenspruch ist Ehre und Recht.

## Geschichte

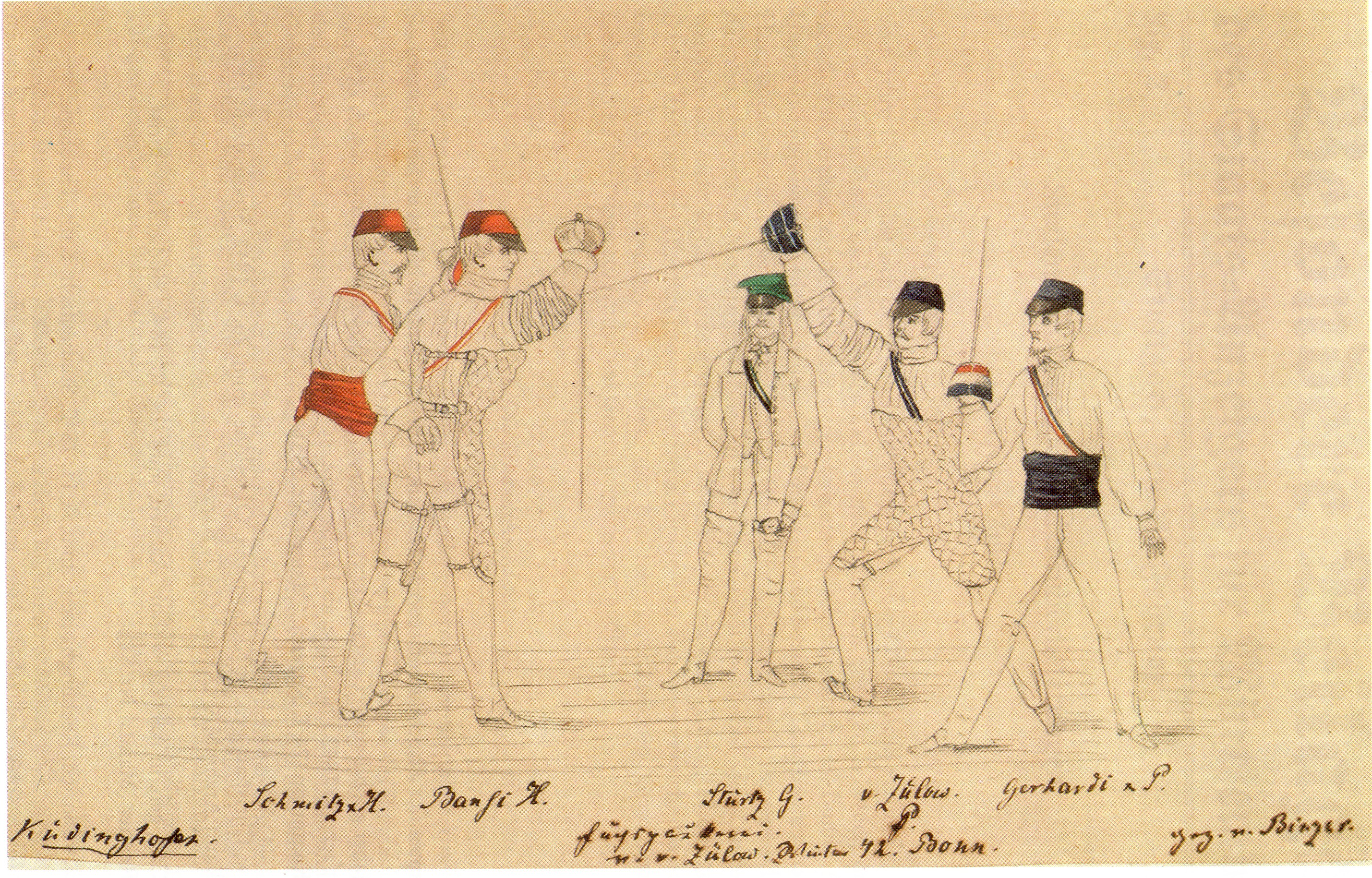
Mensur Hansea I c/a Palatia (1842)

### Hansea I
Ein erstes Corps mit Namen Hansea an der Rheinischen Friedrich-Wilhelms-Universität wurde am 18. Januar 1838 mit den Farben rot-weiß-rot mit Silberperkussion gestiftet. Entstanden war sie aus einer Verbindung der „Kölner“, deren Mitglieder teils die Hansea, teils das Corps Palatia Bonn auftaten, letzteres jedoch erst später, nachdem sie eine Verbindung der „Trierer“ gegründet hatten, die sich aber gegen den Senioren-Convent nicht halten konnte. Hansea I suspendierte im Herbst 1844. Bis zu ihrer Suspendierung war die „alte“ Hansea eindeutiges und vollwertiges Corps.

### Hansea II
Im Zuge der politischen Gärungen stifteten einige aus der Palatia austretende liberalere Corpsburschen am 11. Juli 1849 das neue Corps Hansea. Da sich jedoch keines der ehemaligen Mitglieder der Palatia bereiterklärte, die Führung der Stiftung der Hansea zu übernehmen, erklärte sich Wilhelm Sack, zu der Zeit Senior des Corps Guestphalia Bonn, dazu bereit, auf Zweitband als Stiftungssenior der Hansea zu fungieren. Mit der „alten“ Hansea hatte das neue Corps nichts zu tun. Durch Übernahme des Wappens, des Wahlspruchs und der Grundfarbe wurde auf sie aber bewusst Bezug genommen; die Reihenfolge der Farben wurde in weiß-rot-weiß geändert. Auch das alte Stiftungsdatum wurde nicht übernommen. Für diese Distanzierung soll eine noch offene Rechnungen der Aktiven der alten Hansea mitursächlich gewesen sein, wenn auch ein formeller Beschluss darüber wohl nicht gefasst wurde. Eine Kontinuität von Hansea I und Hansea II besteht in Teilen. Alte Herren der alten Hansea wurden in das neue Corps übernommen.
Mit den anderen Bonner Corps trat Hansea am 30. April 1856 dem Kösener Senioren-Convents-Verband bei. Im selben Jahr stellte Hansea mit Peter Hanstein den Greifswalder oKC-Vorsitzenden.
Sie war vom 15. November 1871 bis zum 29. April 1874 suspendiert. Wegen der Alliierten Rheinlandbesetzung musste der aktive Betrieb am 8. Dezember 1918 eingestellt werden. Erst am 1. Mai 1919 konnte er wieder aufgenommen werden. 1926 war Hansea selbst präsidierendes Vorortcorps. Julius Stockhausen leitete den oKC. Im 19. und Anfang des 20. Jahrhunderts stammten Mitglieder vermehrt aus Fabrikanten- und Industriellenfamilien (Oetker, Langen, Borsig, Zapp). Nach der Auflösung des KSCV suspendierte Hansea am 20. Oktober 1935. Der Altherrenverein wurde am 12. September 1948 reaktiviert. Hansea rekonstituierte am 21. März 1953 im KSCV.

## Corpshäuser

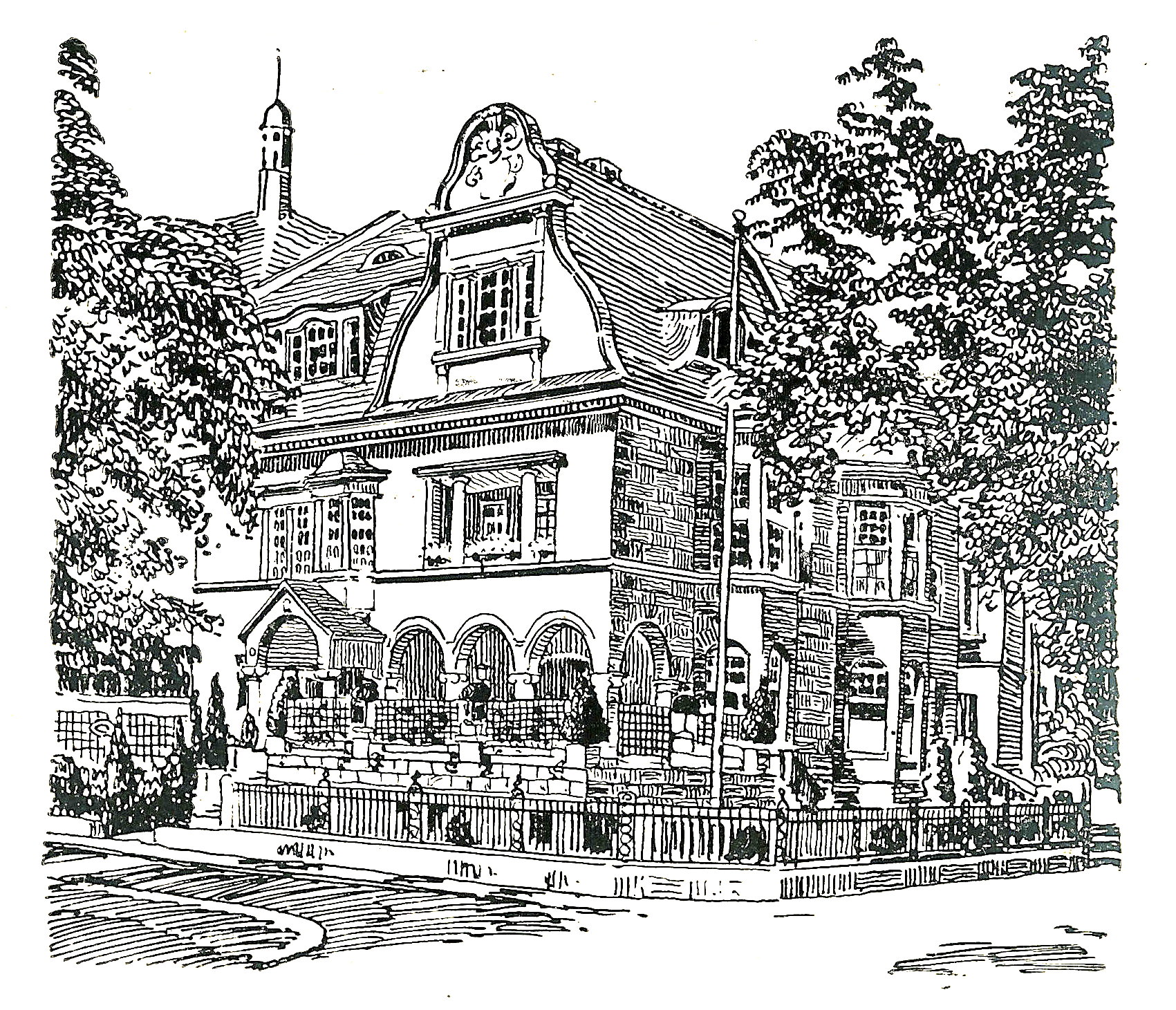
Früheres Haus in der Baumschulallee
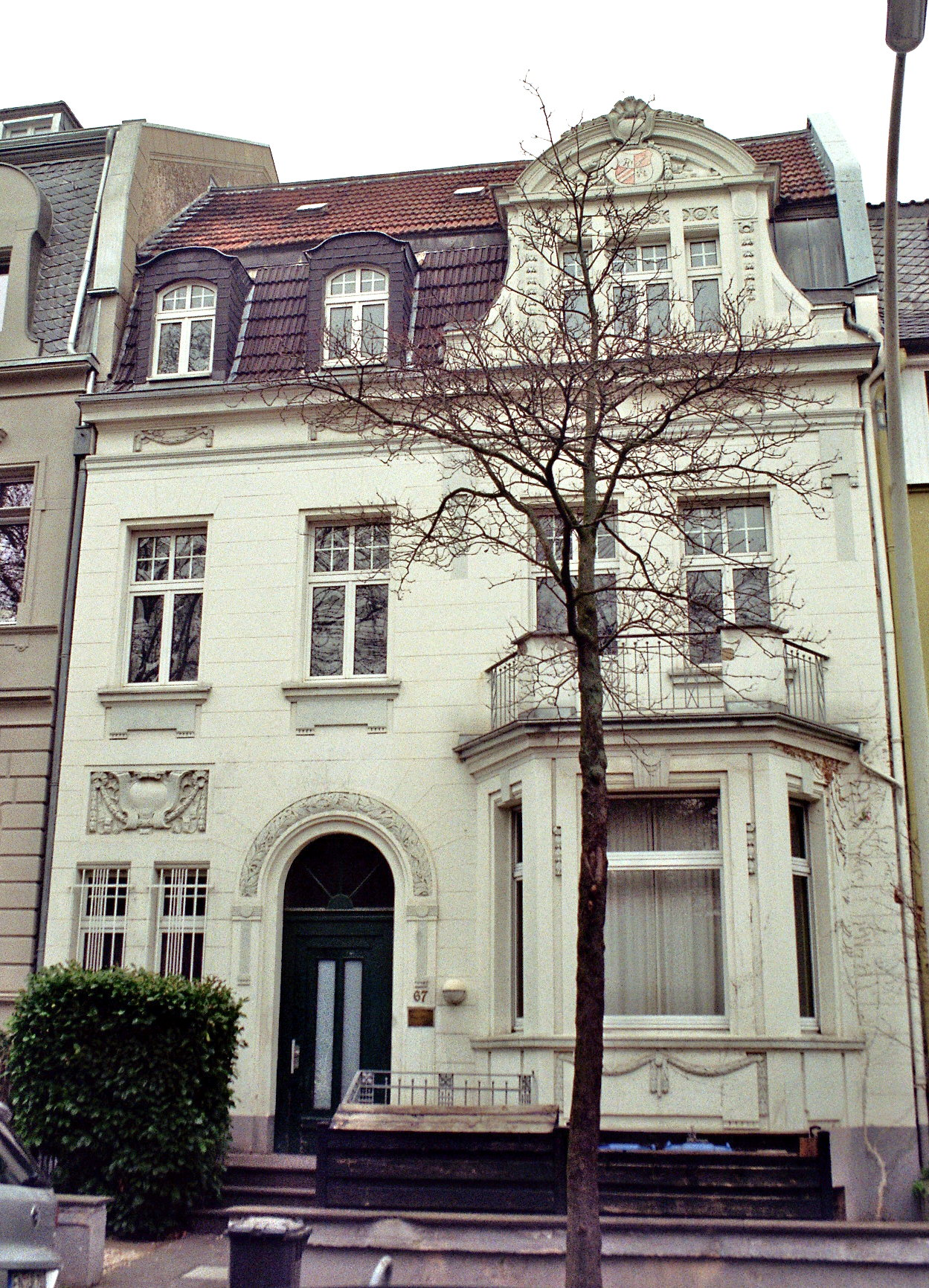
Heutiges Haus

## Verhältnisse
Hansea zählt zum grünen Kreis und ist seit anderthalb Jahrhunderten befreundet mit dem Corps Pomerania Greifswald (1855) und dem Corps Franconia München (1857). Mit dem Corps Teutonia Gießen unterhält Hansea seit 1852 ein eisernes Kartell. Des Weiteren war es bis zu dessen Suspension mit dem Corps Rhenania Straßburg befreundet.

## Mitglieder
In alphabetischer Reihenfolge

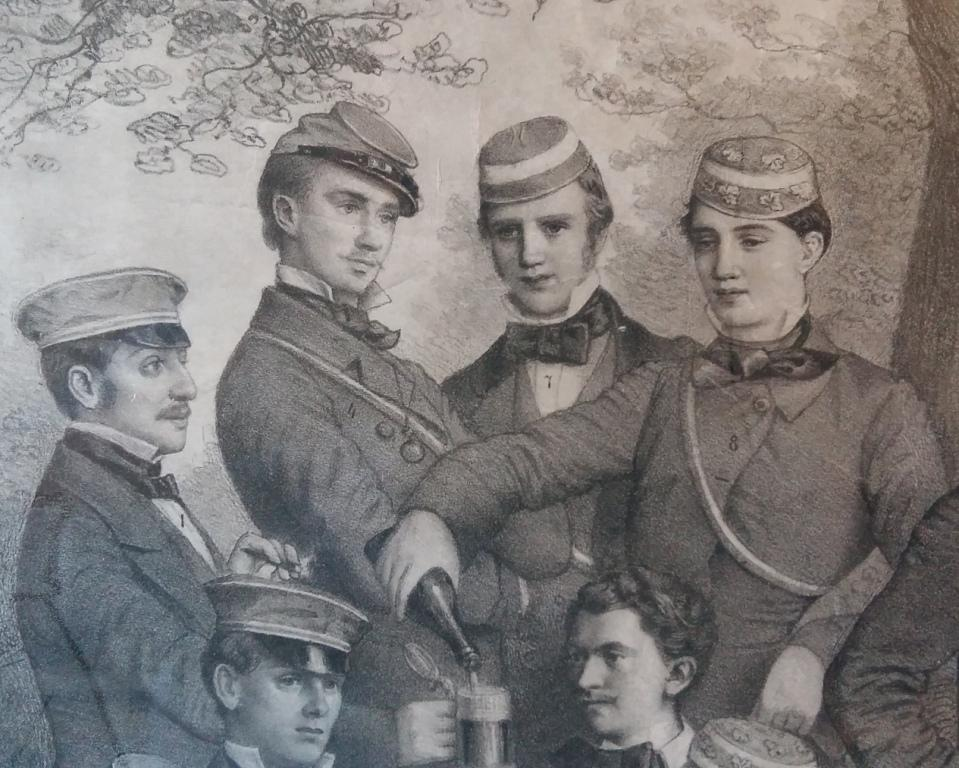
Ausschnitt aus der Semesterlithographie von 1854/55: hinten: Karl Jacquet († 1855 als Student), Viktor von Fischer-Treuenfeld (später Geheimer Regierungsrat), Heinrich von Kusserow, Brachvogel; vorne: Alfred von Rieben, Adolf Adenaw (später Opernsänger)

- Heinrich Antoine-Feill (1855–1922), Rechtsanwalt und Mäzen in Hamburg
- Hermann Baerecke (1861–1929), Landrat in Ortelsburg
- Gustav Adolf von Beckerath (1859–1938), Landrat der Landkreise Simmern und Düsseldorf
- Adolph Bermbach (1821–1875), Politiker
- Paul Bienko (1845–1909), Landrat in Wehlau, Polizeipräsident in Posen und Breslau
- Harry Böninger (1859–1894), Landrat des Landkreises Merzig
- Charles Boiceau (1841–1907), Schweizer Jurist, Mitglied des Nationalrates
- Ernst von Borsig (1869–1933), Borsigwerke, Vorsitzender der Vereinigung Deutscher Arbeitgeberverbände und des Reichsverbandes der Deutschen Industrie, Industrieller
- Paul Brandt (1869–1929), Landrat der Landkreise Simmern und Essen, Regierungspräsident in Koblenz
- Ludolph Brauer (1865–1951), Luftfahrtmediziner, Direktor des Eppendorfer Krankenhauses in Hamburg und Rektor
- Anton Braunbehrens (1840–1901), Reichsgerichtsrat
- Arthur Breusing (1818–1892), Navigationslehrer in Bremen
- Eduard Freiherr von Broich (1834–1907), Landrat in Malmedy, Hersfeld und Hanau, Vortragender Rat im Preußischen Staatsministerium
- Heinrich Bürgers (1820–1878), Journalist, Mitglied des Preußischen Abgeordnetenhauses, MdR
- Ignatz Bürgers (1815–1882), Mitglied des Preußischen Abgeordneten- und Herrenhauses, MdR
- Jost-Dietrich Busch (1935–2023), Ministerialbeamter in Schleswig-Holstein
- Constantin Canaris (1906–1983), Jurist, Gestapobeamter
- Ernst Carstanjen (1836–1884), Chemiker, Professor an der Universität Leipzig
- George Degner (1847–1894), deutsch-amerikanischer Schiffsarzt und Chirurg
- Wilhelm Denhard (1876–1944), Ministerialdirektor im Reichsfinanzministerium, Präsident des Landesfinanzamtes Hannover
- Friedrich Dettweiler (1864–1939), Tierzüchter
- Fritz Doerr (1858–1935), Lederfabrikant
- Wilhelm Dyckerhoff (1868–1956), Landrat des Landkreises Aurich, Vizeregierungspräsident des Regierungsbezirks Aurich, Mitglied des Hannoverschen Provinziallandtags und des Preußischen Staatsrats
- Victor von Fischer-Treuenfeld (1833–1892), Landrat im Landkreis Düsseldorf, Polizeipräsident von Köln
- Georg Fitz (1860–1940), Gutsbesitzer, Weinhändler und Mitglied des Deutschen Reichstags
- Paul Geister (1874–1950), Jurist und Senator der Hansestadt Lübeck
- Franz August von Gordon (1837–1896), preußischer Gutsbesitzer und Politiker
- Leo von Graß-Klanin (1832–1917), Rittergutsbesitzer, Mitglied und von Vorsitzender des Westpreußischen Provinziallandtags, Mitglied des Preußischen Herrenhauses
- Horst Groepper (1909–2002), Botschafter
- Gustav von Hagenow (1841–1908), Landrat des Landkreises Grimmen, Rittergutsbesitzer, Mitglied des Preußischen Abgeordnetenhauses
- Maximilian von Hagenow (1844–1906), General der Kavallerie, Gouverneur der Festung Metz
- Walter von Hagens (1873–1958), Richter in Danzig und Berlin
- Christian Heldt (* 1963), Diplomat
- Hans-Joachim Heldt (* 1934), Diplomat
- Ernst Herbig (1876–1943), Vorstandsmitglied des Rheinisch-Westfälischen Kohlen-Syndikats
- Karl Hilgenstock (1866–1937), Direktor der Harpener Bergbau AG, Kommunalpolitiker
- Ferdinand von Helldorff (1835–1893), preußischer Landrat
- Richard Herbertz (1878–1959), Philosoph
- Gottfried Freiherr von Herder (1858–1912), MdR
- Franz von Holtzendorff (1829–1889), Rechtswissenschaftler und Kirchenpolitiker
- Alfred Horstmann (1879–1947), Diplomat
- Walter Klamroth (1873–1946), Bankmanager
- Robert Klauser (1867–1951), preußischer Beamter und Landrat, Anhänger der Bekennenden Kirche
- Wilhelm Koch (1863–1942), Präsident der Reichsversicherungsanstalt für Angestellte
- Friedrich von Kühlwetter (1836–1904), Landrat in Bernkastel und Düsseldorf, MdHdA
- Heinrich von Kusserow (1836–1900), Bundesgesandter in Hamburg und Bundeskommissar im Reichstag
- Arnold Langen (1876–1947), Ingenieur und Industrieller
- Fritz von Langen (1860–1929), Unternehmer und Gutsbesitzer
- Hans Rudolph von Langen (1863–1935), Gutsbesitzer und Industrieller
- Johann Gottlieb von Langen (1858–1940), Industrieller
- Walter Langen (1857–1912), Bankier und Industrieller
- Max Otto Lewald (1860–1919), Landrat des Kreises Rawitsch, Polizeipräsident von Lichtenberg, MdHdA
- Hans von Lenke (1837–1917), preußischer General der Kavallerie
- Ludwig von Lockstedt (1837–1877), Rittergutsbesitzer, Landrat des Landkreises Regenwalde
- Peter von Loeper (* 1957), ehemaliger Konsistorialpräsident der Pommerschen Evangelischen Kirche
- Ernst-Ludwig Loewel (1906–1997), Obstzüchter im Alten Land.
- Alfred Luckhaus (1871–1923), Landrat des Landkreises Hörde
- Eduard Lübbert (1830–1889), Altphilologe und Archäologe
- Theodor Lürman (1861–1932), Richter, Senator in Bremen
- Hugo Edler und Ritter von Maffei (1836–1921), Guts- und Fabrikbesitzer (Lokomotivfabrik J. A. Maffei), Industrieller
- Emil von Mallmann (1831–1903), Kaufmann, Bankier, Mitglied des Rheinischen Provinziallandtags, MdHdA
- Victor Marcus (1849–1911), Senator und Bürgermeister in Bremen
- Albert von Maybach (1822–1904), Verwalter der Preußischen Staatseisenbahnen
- Karl Freiherr von Müffling genannt Weiß (1834–1901), Landrat des Landkreises Erfurt, Rittergutsbesitzer
- Wilhelm Freiherr von Müffling genannt Weiß (1839–1912), Polizeipräsident
- Bernhard Naunyn (1839–1925), Pharmakologe, Prorektor der Albertus-Universität
- Johann Eberhard Nebelthau (1864–1914), Physiologe, Professor für innere Medizin
- Rudolf Oetker (1889–1916), Industrieller, Namensgeber der Oetkerstiftung
- Otto von Pestel (1848–1919), preußischer Politiker
- Franz Rang (1831–1893), Oberbürgermeister von Fulda und Mitglied des Reichstags des Norddeutschen Bundes
- Paul Riebeck (1859–1889), Industrieller, Paul-Riebeck-Stiftung
- Philipp Schauer (* 1958), Diplomat
- Fritz von Scherenberg (1858–1928), Landrat in Mettmann, Polizeipräsident in Frankfurt am Main und Regierungspräsident in Koblenz
- Adolph Graf von Schlieffen (1841–1916), Landrat des Landkreises Pyritz, Kammerherr, Rittergutsbesitzer
- Edzard Schmidt-Jortzig (* 1941), Bundesjustizminister, Emeritus für Öffentliches Recht in Kiel
- Hugo Schuchardt (1842–1927), Romanist und Sprachwissenschaftler
- Heinrich Graf von Schwerin (1836–1888), MdHdA, Generallandschaftsdirektor von Pommern
- Gustav Simon (1878–1962), Verwaltungsjurist
- Richard von Spalding (1871–1913), stellvertretender Gouverneur von Deutsch-Ostafrika
- Peter-Tobias Stoll (* 1959), Professor für Völker- und Europarecht an der Universität Göttingen
- Ernst Stutz (1868–1940), Reichskommissar für die Kohleverteilung
- Woldemar Tenge-Rietberg (1856–1940), Verwaltungsjurist, Gutsbesitzer und Politiker
- Paul von Uckro (1862–1919), Fideikommissherr, Senatspräsident
- Johann Friedrich Voigt (1833–1920), Jurist und Heimatforscher
- Conrad Freiherr von Wangenheim (1849–1926), Rittergutsbesitzer auf Klein-Spiegel, Gründer des Bundes der Landwirte
- Hermann Wasserfuhr (1823–1897), Hygieniker
- Wolfgang Wechsler (1930–2012), Neuropathologe
- Hans Wilhelm Zanders (1861–1915), Papierfabrikant in Bergisch Gladbach
- Richard Zanders (1860–1906), Papierfabrikant in Bergisch Gladbach
- Carl Zapp (1867–1941), Industrieller
- Carl August Zapp (1904–1994), Botschafter
- Friedrich Karl von Zitzewitz-Muttrin (1888–1975), Landwirt, MdR, nach dem 20. Juli 1944 verhaftet und angeklagt